# خانقاه‌یولو
خانقاه‌یولو (به لاتین: Xanagahyolu) یک منطقه مسکونی در جمهوری آذربایجان است که در شهرستان قوبا واقع شده‌ است. خانقاه یولو ۹۷ نفر جمعیت دارد.